# Оліярник Христина Олексіївна
Христи́на Олексі́ївна Олія́рник (15 жовтня 1932 — ?) — українська радянська діячка, доярка колгоспу імені Щорса Самбірського району Львівської області. Герой Соціалістичної Праці (6.09.1973).

## Біографія
Народилася в селянській родині.
З 1953 року — доярка молочнотоварної ферми села Баранівці колгоспу імені Щорса (центральна садиба — в селі Волі-Баранецькій) Самбірського району Львівської області. За осінньо-зимовий період 1972—1973 років надоїла від кожної закріпленої корови по 4491 кг молока.
Член КПРС.
Указом Президії Верховної Ради СРСР від 6 вересня 1973 року за великі успіхи, досягнуті у всесоюзному соціалістичному змаганні і виявлену трудову доблесть у виконанні взятих зобов'язань по збільшенню виробництва і заготівель продуктів тваринництва у зимовий період 1972—1973 років, Христині Олексіївні Оліярник присвоєно звання Героя Соціалістичної Праці з врученням ордена Леніна і золотої медалі «Серп і Молот».
Потім — на пенсії в селі Баранівці Самбірського району Львівської області.

## Нагороди
- Герой Соціалістичної Праці (6.09.1973)
- два ордени Леніна (6.09.1973)
- медалі